# Atherigona unicolor
Atherigona unicolor este o specie de muște din genul Atherigona, familia Muscidae, descrisă de Stein în anul 1914.
Este endemică în Tanzania. Conform Catalogue of Life specia Atherigona unicolor nu are subspecii cunoscute.